# Teddy Richert
Teddy Richert (Avignon, 21 de setembro de 1974) é um ex-futebolista profissional francês que atuava como goleiro.

## Carreira
Em 21 anos de carreira, iniciada em 1991 no Toulouse FC, o clube em que Richert viveu sua melhor fase foi o Sochaux, onde atuou entre 2001 e 2012, participando de 376 jogos. Pelos auriazuis, foram 2 títulos - a Copa da Liga Francesa de 2003-04 e a Copa da França de 2006-07 - nesta última, foi eleito o melhor goleiro da Ligue 1.
Além de Toulouse e Sochaux, o goleiro passou também por Bordeaux e Lille, sem nenhum destaque. Aposentou-se como atleta em setembro de 2012, aos 37 anos. No ano seguinte, voltou ao TFC, agora como treinador de goleiros da equipe juvenil, função que exerceu até 2015, quando passou a treinar os goleiros do time principal.
Em junho de 2016, assinou com o Montpellier, reencontrando o técnico Frédéric Hantz, com quem trabalhara no Sochaux.

## Seleção Francesa
Mesmo sendo considerado um dos melhores goleiros da França, Richert não teve oportunidades para defender a Seleção Francesa de Futebol, uma vez que Raymond Domenech, então selecionador dos Bleus, preferia Grégory Coupet ou Fabien Barthez.

## Títulos

### Clubes
Sochaux
- Copa da França: 2006-07
- Copa da Liga Francesa: 2003-04

### Individual
- Melhor goleiro da Ligue 1: 2006-07